# Atletismo nos Jogos Pan-Americanos de 1995 - Revezamento 4x100 m masculino
A prova do revezamento 4x100 m masculino nos Jogos Pan-Americanos de 1995 foi realizada em 25 de março no Estádio Atlético "Justo Roman".

## Medalhistas
| Ouro                                                       | Prata                                                                   | Bronze                                                                          |
| CUB Cuba Joel Isasi Jorge Aguilera Joel Lamela Iván García | USA Estados Unidos Robert Reading Wendell Gaskin Ron Clark, Dino Napier | MEX México Jaime Barragán Carlos Villaseñor Salvador Miranda Alejandro Cárdenas |

## Final
| Posição           | Nação                     | Nomes                                                                   | Tempo | Notas |
| ----------------- | ------------------------- | ----------------------------------------------------------------------- | ----- | ----- |
| Medalha de ouro   | CUB Cuba                  | Joel Isasi, Jorge Aguilera, Joel Lamela, Iván García                    | 38.67 |       |
| Medalha de prata  | USA Estados Unidos        | Robert Reading, Wendell Gaskin, Ron Clark, Dino Napier                  | 39.12 |       |
| Medalha de bronze | MEX México                | Jaime Barragán, Carlos Villaseñor, Salvador Miranda, Alejandro Cárdenas | 39.77 |       |
| 4                 | JAM Jamaica               |                                                                         | 39.79 |       |
| 5                 | BAH Bahamas               |                                                                         | 39.83 |       |
| 6                 | ARG Argentina             | Jorge Polanco, Cristian Vitasse, Guillermo Cacian, Carlos Gats          | 39.44 | [ 2 ] |
| 7                 | BRA Brasil                |                                                                         | 40.07 |       |
| 8                 | SKN São Cristóvão e Neves |                                                                         | 41.72 |       |